# Sobieszyn (województwo lubelskie)
Sobieszyn – wieś w Polsce położona w województwie lubelskim, w powiecie ryckim, w gminie Ułęż. Historycznie Sobieszyn należy do ziemi stężyckiej w Małopolsce.
| SIMC    | Nazwa             | Rodzaj    |
| ------- | ----------------- | --------- |
| 0392394 | Sobieszyn-Kolonia | część wsi |

W latach 1975–1998 miejscowość administracyjnie należała do ówczesnego województwa lubelskiego.
Wieś jest sołectwem w gminie Ułęż. Według Narodowego Spisu Powszechnego z roku 2011 wieś liczyła 706 mieszkańców.
Sobieszyn jest siedzibą rzymskokatolickiej parafii pod wezwaniem Podwyższenia Krzyża Świętego.

## Historia
Wieś stanowi dawne gniazdo rodu Sobieskich. W 1508 r. Stanisław i Małgorzata Sobiescy ze swych części płacą poboru 2 grzywny, 13 groszy i 9 denarów. W 1569 r. Stanisław Sobieski płaci tu poboru od ½ łana i 2 zagrodników, Jan Sobieski od 16 półłanków. W pobliskiej wsi Lendo Mniejsze siedzi trzech Sobieskich (Zbigniew, Klemens, Dobrogost), mających niewielkie cząstki. We wsi Budziska mają znaczne części Jan i Stanisław (możliwe że ci sami co w Sobieszynie). Jan ma 16 półłanków kmiecych, Stanisław zaś 14. Chrystian Sobieski ma 24 półłanków w Radoryżu i Cisowniku (Pawiński, Małop., 332, 333 i 476).
Wieś szlachecka położona była w drugiej połowie XVI wieku w ziemi stężyckiej.
W 1648 r. Sobieszyn wraz z Łysobykami i Lendem należy do rodziny Zbąskich. W 1664 r. Sobieszyn (w powiecie stężyckim) miał dwie części: Łukasza Sobieskiego 12 domów, 60 mieszkańców i Stanisława Kazimierz Bieniawskiego 14 domów, 61 mieszkańców. Sprawę między Sobieszynem a Podlodowem załatwia komisja sejmu warszawskiego w roku 1775 (Vol. leg., VIII, 384). Na początku XIX stulecia dobra należały do hrabiostwa Tarnowskich, od 1826 r. do Maciejewskich, wreszcie do głośnego z filantropijnych zapisów hrabiego Kajetana Kickiego.
W wieku XIX Sobieszyn, wieś i fol., powiecie garwoliński, gminie Ułęż, parafii Sobieszyn, odległy 42 wiorst od Garwolina, 5 wiorst od Łysobyków. Leży na krawędzi szeroko rozpostartej doliny praw. brzegu Wieprza, w pobliżu ujścia rzeki t.n. Posiada kościół parafii murowany, szkołę początkową (od 1871 r.), trzy młyny wodne, trzy stawy, 65 domów, 567 mieszkańców W 1827 r. było 54 domów, 348 mieszkańców.
W latach 1886–1893 polski chemik i gleboznawca Teofil Cichocki zorganizował oraz kierował stacją chemiczno-rolną w Sobieszynie, gdzie oprócz badań chemicznych, nadzorował również stałą stację meteorologiczną .
Charakterystyka dóbr
Dobra Sobieszyn składały się w 1875 r. z folwarków.: Sobieszyn, Lendo Małe al. Ruskie, awulsu Brzozowa, nomenklatur: Brzozowa, Wólka, Drewnik, rozlegly mórg 2432: folwark Sobieszyn z awulsem Brzozowa grunty orne i ogrody mórg 587, łąk mórg 179, pastwiska mórg 27, lasu mórg 1271, nieużytków mórg 199, budynków murowanych 6, z drzewa 33, płodozmian 8. polowy, las nieurządzony, folwark Lendo Ruskie grunty orne i ogrody mórg 129, łąk mórg 17, pastwisk mórg 3, nieużytków mórg 20, budynków murowanych 1, z drzewa 10, cegielnia.
W skład dóbr poprzednio wchodziły: wieś Sobieszyn osad 71, mórg 691, wieś Wólka Sobieska osad 9, mórg 137, wieś Lendo Ruskie osad 8, mórg 167.
Kościół i parafia
Sobieszyn należał z dawna do parafii w pobliskim Drążgowie (nad Wieprzem). Gdy kościół w Drążgowie zamieniono na zbór ariański co miało miejsce w drugiej połowie XVI wieku, parafię przeniesiono do Żabianki. Po 30 latach arianom odebrano kościół w Drążgowie, parafia wróciła na dawne miejsce.

Gdy w 1771 roku kościół ów ze starości runął, parafia pozostała bez świątyni, którą zastępowała mała kaplica. Dopiero zapis hrabiego Kajetana Kickiego (materiały i 4000 zł. w koronach austriackich), uczyniony z warunkiem wzniesienia kościoła w Sobieszynie, obdarzył parafią nową piękną świątynią w stylu ostrołukowym, o trzech nawach, z wieżą w nim „wielki ołtarz cały z marmuru, w ołtarzu Chrystus ukrzyżowany z marmuru kararyjskiego”. Kościół ten poświęcony został w 1886 r. i parafią przeniesiono tu z Drążgowa (por. Przegląd katolicki, 1886 rok, Nr. 49).

## Szkoły
- Zespół Szkół im. hr. Kajetana Kickiego w Sobieszynie-Brzozowej (liceum, technikum)[12]
- Zespół Szkół Ogólnokształcących w Sobieszynie[13]
  - Szkoła Podstawowa im. Jana III Sobieskiego w Sobieszynie
  - Liceum Ogólnokształcące im. Jana III Sobieskiego w Sobieszynie
- Oddział Przedszkolny Szkoły Podstawowej w Sobieszynie
- Przedszkole Specjalne Nr 11

## Zabytki
- Kościół rzymskokatolicki pw. Podwyższenia Krzyża Świętego z XIX w.
- Neogotycka murowana plebania
- Pałac klasycystyczny Kickich z pierwszej połowy XIX wieku z zabudowaniami gospodarczymi, obok resztki XIX-wiecznego parku krajobrazowego
- Modrzewiowy dwór z XIX wieku
- Zabytkowy budynek szkoły i zespół parkowy w Sobieszynie-Brzozowej